# Alexandre Besredka
Alexandre Besredka, właśc. Aleksandr Michajłowicz Biezriedka (ur. 17 marca?/29 marca 1870 w Odessie, zm. 28 lutego 1940 w Paryżu), francuski bakteriolog i immunolog pochodzenia rosyjskiego.
Studiował biologię w Odessie od 1888 do 1892 roku, a następnie wyjechał do Paryża, gdzie rozpoczął studia medyczne w 1893 w Instytucie Pasteura w Paryżu. Był asystentem Ilji Miecznikowa w Instytucie Pasteura od 1897 do 1905. W 1897 roku uzyskał doktorat z medycyny. W latach 1905 do 1914 kierował laboratorium w Instytucie Pasteura.
W 1910 roku przyjął obywatelstwo francuskie i otrzymał tytuł profesora. Podczas I wojny światowej służył jako lekarz na froncie (Verdun). Po powrocie zastąpił Miecznikowa, który zmarł w 1916 na stanowisku dyrektora laboratorium w Instytucie Pasteura, które to stanowisko piastował do 1940 roku. Kierował także Pracownią Mikrobiologii Morfologicznej.
Wraz z Miecznikowem eksperymentował z tyfusem na szympansach. Pracował nad opracowaniem szczepionek (dżuma,, biegunka, dur brzuszny, paratyfus, wąglik), pracował nad terapiami przeciwwirusowymi (w 1923 roku wprowadził termin antywirus) oraz badał anafilaksję, fagocytozę i immunologię infekcji jelitowych (dur brzuszny, biegunka). Wraz z Richardem Pfeifferem był pionierem w dziedzinie endotoksyn i jako pierwszy wykazał, że można je neutralizować przeciwciałami. Prowadził również badania nad gruźlicą (reakcja Besredki służy do diagnozowania gruźlicy skóry i błony śluzowej jamy ustnej). Był twórcą metody przeciwdziałania wystąpieniu wstrząsu anafilaktycznego (metoda Besredki). Otrzymał Krzyż Legii Honorowej. 

## Dzieła i prace naukowe
- Anaphylaxie et Antianaphylaxie (1918)
- Histoire d’une Idee: L’Oeuvre de Metchnikoff (1921)
- Etudes sur l’Immunite dans les Maladies Infectieuses (1928)